# Mona Maris
Mona Maris (* 7. November 1903 in Buenos Aires, Argentinien; † 23. März 1991 ebenda) war eine argentinischstämmige Schauspielerin beim internationalen Film.

## Leben und Wirken
Die Tochter einer Baskin und eines Franko-Katalanen wurde in der argentinischen Hauptstadt geboren und wuchs, frühzeitig Halbwaise, bei ihrer Großmutter in Frankreich bzw. in einem französischen Konvent auf. 1921 kehrte Mona mit ihrer Mutter für ein paar Jahre nach Buenos Aires zurück. Um 1925 erhielt sie erstmals die Chance, als Schauspielerin vor die Kamera zu treten. Als sie 1926, nach einer weiteren Rolle in Frankreich, erstmals nach Deutschland kam, war sie, angesichts der allgegenwärtigen Hasstiraden, die in der französischen Gesellschaft und Politik jener Jahre gegen alles Deutsche ausgespien wurden, sehr erstaunt, wie freundlich die Menschen jenseits des Rheins ihr gegenüber waren. Mona Maris spielte Haupt- und große Nebenrollen in einer Reihe von deutschen Leinwandproduktionen der Jahre 1927/28 und verkörperte oftmals betörende Schönheiten aber auch muntere Vertreterinnen des Hochadels (Fürstin Antoinette in dem Verwechslungslustspiel Der Fürst von Pappenheim, die Zarin in dem Kostümstück Marquis d’Eon, der Spion der Pompadour).
Nach vier deutschen Stummfilmen versuchte Mona Maris auf Einladung des Filmtycoons Joseph Schenck zum Jahreswechsel 1928/29, einhergehend mit der Einsetzung des Tonfilms, ihr Glück in Hollywood, konnte dort aber wegen ihrer mangelhaften Englischkenntnisse und aufgrund eines starken Akzents dort nur schwer Fuß fassen. Stattdessen setzte man Mona Maris nun vor allem in spanischsprachigen Produktionen bzw. Versionsfilmen der Fox Film Corporation ein. Ihr Rollentypus war der der verführerischen und leidenschaftlichen Latina mit bisweilen zweifelhaftem Charakter, die die sie anschmachtenden Männer ins Verderben führt. In ihren wenigen englischsprachigen Filmen jener frühen 1930er Jahre hatte Mona Maris Kollegen wie den noch völlig unbekannten Humphrey Bogart, Warner Baxter, Buster Keaton und Cary Grant als Partner. In dieser Zeit war Maris einige Jahre lang mit dem MGM-Regisseur Clarence Brown in einer Beziehung. Ein persönlicher Triumph war ihr 1934 mit der Hauptrolle in der argentinischen Produktion Cuesta abajo vergönnt, wo Mona Maris den legendären Tangomusiker Carlos Gardel zum Filmpartner hatte.
1935, einhergehend mit dem plötzlichen Unfalltod Gardels, verabschiedete sich die attraktive und für ihre Zeit ungemein selbständige Künstlerin vorübergehend von der Arbeit vor der Kamera und kehrte erst fünf Jahre später mit recht kleinen Rollen wieder zum Film zurück. 1950 beendete Mona Maris ihre Tätigkeit als Schauspielerin weitgehend. Zehn Jahre darauf heiratete die Argentinierin den niederländischen Millionär Herman Rick und zog sich mit ihm in ihr Privatleben nach Lima in Peru zurück. Weitere Lebensstationen waren Den Haag, Sevilla und New York City. Ab 1970 lebte Mona Maris im westargentinischen Wintersportort San Carlos de Bariloche am Ostrand der Anden, ehe sie, der kalten Winter wegen, 1976 nach Buenos Aires heimkehrte. Es kam einer großen Überraschung gleich, als die längst in Vergessenheit geratene Ex-Diva mit einer Großmutter-Rolle 1984 in Camila – Das Mädchen und der Priester erneut vor die Kamera trat. Es sollte ihre letzte schauspielerische Arbeit bleiben.
Mona Maris ist auf dem Cementerio de la Chacarita der argentinischen Hauptstadt begraben.

## Filmografie
- 1925: The Apache
- 1926: La bonne hôtesse
- 1927: The Little People
- 1927: Der Fürst von Pappenheim
- 1927: Die Leibeigenen
- 1928: Marquis d’Eon, der Spion der Pompadour
- 1928: Hell in Frauensee
- 1929: Manuela (Romance of the Rio Grande)
- 1930: Under a Texas Moon
- 1930: The Arizona Kid
- 1930: One Mad Kiss
- 1930: A Devil with Women
- 1931: Unter der See (Seas Beneath)
- 1932: Wer andern keine Liebe gönnt (The Passionate Plumber)
- 1932: South of the Rio Grande
- 1932: The Death Kiss
- 1932: The Man Called Back
- 1933: Secrets
- 1933: Forbidden Melody
- 1934: Cuesta abajo
- 1934: Tempel der Schönheit (Kiss and Make-Up)
- 1934: White Heat
- 1935: El cantante de Napoles
- 1935: Asegure a so mujer
- 1940: Dem Schicksal vorgegriffen (Flight from Destiny)
- 1941: Underground
- 1941: Law of the Tropics
- 1942: Die Königin vom Broadway (My Gal Sal)
- 1942: Pacific Rendezvous
- 1942: I Married an Angel
- 1942: Berlin Correspondent
- 1943: Tampico
- 1944: The Falcon in Mexico
- 1944: The Desert Hawk
- 1946: Heartbeat
- 1946: Mit Pinsel und Degen (Monsieur Beaucaire)
- 1950: Das Schwert der Rache (The Avengers)
- 1952: La mujer de las camelias
- 1984: Camila – Das Mädchen und der Priester (Camila)